# Mineral Wells
Mineral Wells är en stad i Palo Pinto County och, till liten del, Parker County i norra Texas i USA. Staden hade vid folkräkningen 2000 16 946 invånare.
Namnet Mineral Wells kommer från traktens mineralrika källor som var mycket populära under det tidiga 1900-talet. Källornas popularitet gav upphov till byggandet av stadens mest kända byggnadsverk, det stora Baker Hotel från 1929.

## Demografi
Enligt folkräkningen 2000 hade Mineral Wells 16 946 invånare, 5 707 hushåll och 3 857 familjer som bodde i staden. Folktätheten var 319,9 invånare per kvadratkilometer. Befolkningen fördelades på 77,69 % vita, 8,77 % svarta, 0,65 % asiater, 0,54 % indianer, 0,01 % Stilla havs-folk, 10,50 % andra raser samt 1,84 % av blandad rastillhörighet. 19,27 % av befolkningen hade latinamerikansk bakgrund.
24,1 % av befolkningen var under 18 år och 14,6 % var 65 år eller äldre. Medianåldern var 35 år och 54,6 % av invånarna var män. Medianårsinkomsten för män var 29 074 US-dollar och för kvinnor 18 633. 20,7 % av befolkningen befann sig under de amerikanska gränsvärdena för fattigdom.

## Utbildning
I Mineral Wells finns offentligägda skolor för barn och ungdom upp till high school-nivå. Dessutom finns en privatägd skola på kristen grund som sträcker sig från förskola till årskurs nio.
Weatherford College har en filial på den gamla militärbasen Fort Wolters i Mineral Wells.

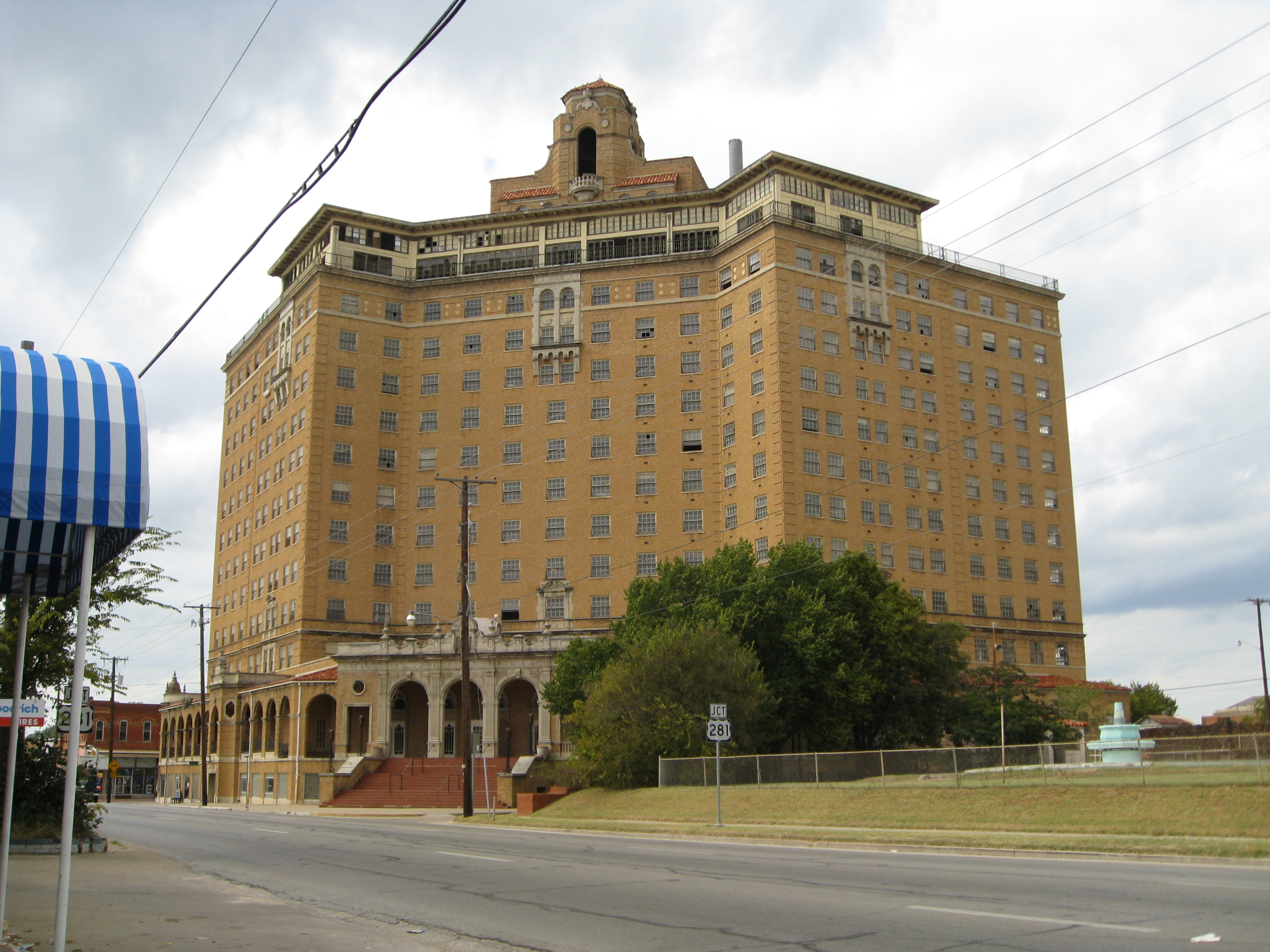
Baker Hotel

## Baker Hotel
Det numera nerlagda Baker Hotel byggdes 1926–1929 för att vara ett hälsohotell med terapeutiska bad och massage. Utan att riktigt vara art déco är hotellet ändå tydligt präglat av det glada 20-talet. Hotellet byggdes i samma stil som Arlington Hotel i Hot Springs i Arkansas och öppnade den 22 november 1929 efter att ha kostat en och en kvarts miljon dollar att bygga. Hotellet har 14 våningar, 452 rum, två spa-avdelningar och en bassäng med olympiska mått.
Bland hotellets gäster genom åren märks bland andra Judy Garland, Clark Gable, the Three Stooges, Lyndon B. Johnson med Lady Bird, Roy Rogers, Will Rogers, Marlene Dietrich, Mary Martin, John Pershing, Dorothy Lamour, Sammy Kaye, Jack Dempsey, Helen Keller och Ronald Reagan.
Hotellet stängdes 1972 och togs 1982 upp på USA:s National Register of Historic Places, en lista över historiska byggnader som bör bevaras.

## Kända personer med anknytning till Mineral Wells
- Kevin Rahm, skådespelare
- Alice Walton, USA:s näst rikaste kvinna
- Millie Hughes-Fulford, astronaut
- Mack White, serietecknare
- Bill Camfield, programledare
- Alvin Garrett, amerikansk fotbollsspelare med fem NFL-säsonger
- Aubrey Huff, basebollspelare